# Goeben-Denkmal

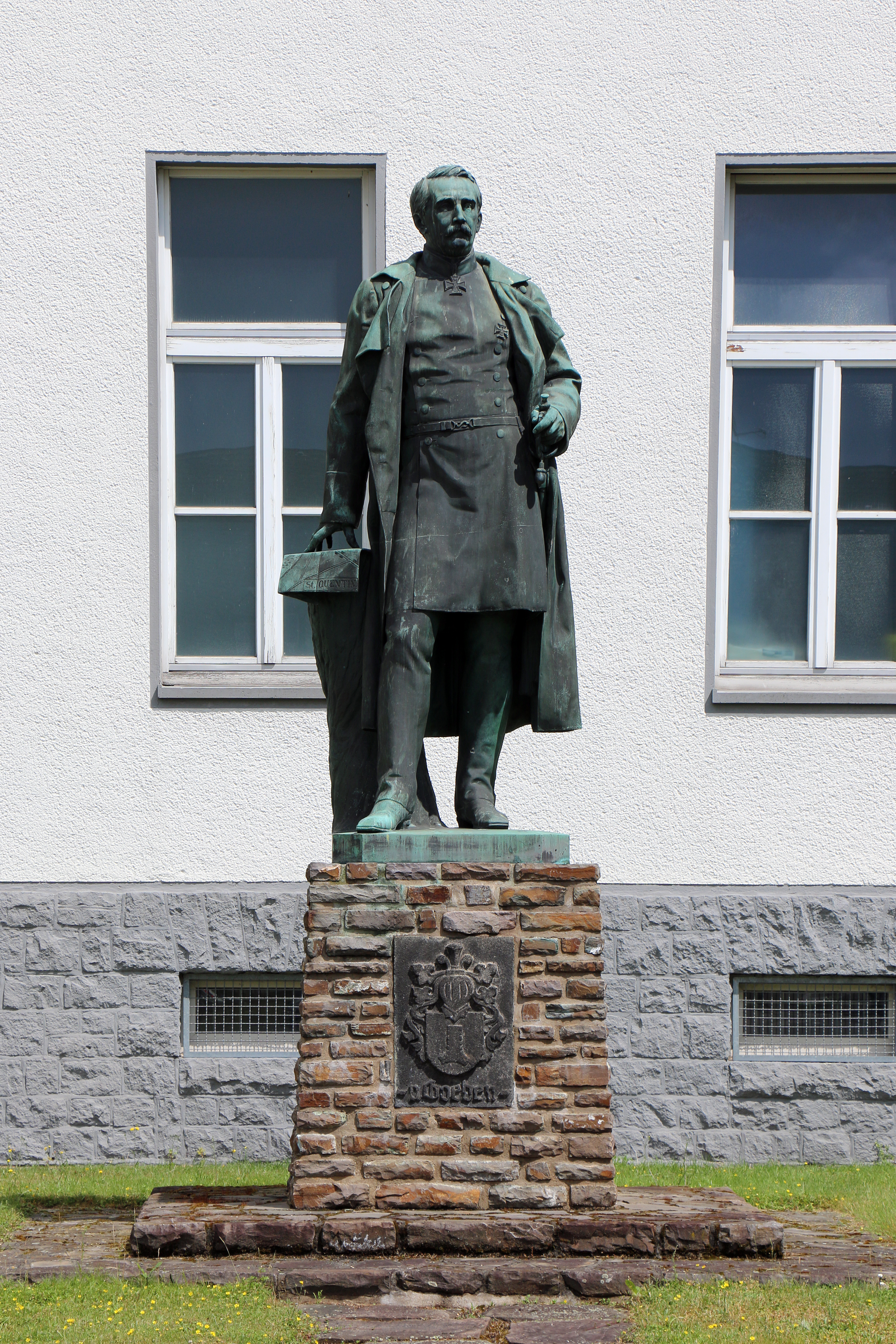
Die Statue des ehemaligen Goeben-Denkmals auf dem Gelände der Falckenstein-Kaserne in Koblenz

Das Goeben-Denkmal in Koblenz ist ein Denkmal zu Ehren des preußischen Generals August Karl von Goeben. Es befand sich zuerst von 1884 bis kurz nach Ende des Zweiten Weltkriegs auf dem Goebenplatz (heute Joseph-Görres-Platz). Die Statue ist heute in der Obhut der Bundeswehr und steht auf dem Gelände der Falckenstein-Kaserne im Stadtteil Lützel.

## Geschichte

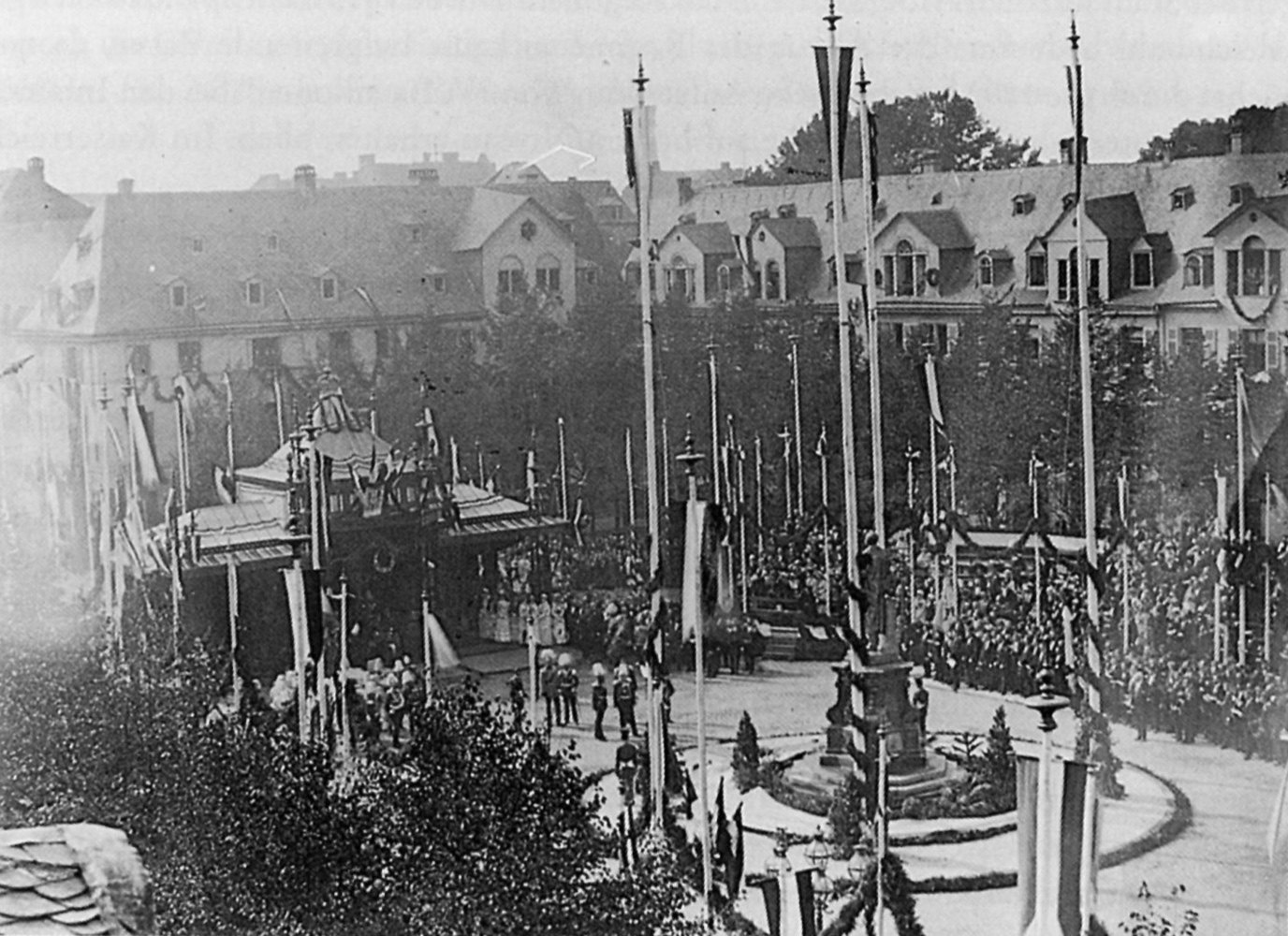
Die Einweihung des Goeben-Denkmals am 26. September 1884

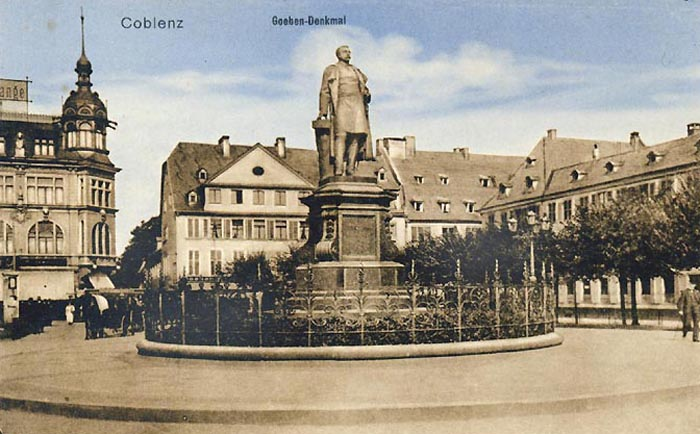
Das Goeben-Denkmal auf dem Goebenplatz in Koblenz um 1900

Das Goeben-Denkmal wurde am 26. September 1884 auf dem Paradeplatz in der Koblenzer Altstadt eingeweiht. Damit wurde dem Sieger der Schlacht bei Saint-Quentin im Deutsch-Französischen Krieg von 1870/1871, bei der die französische Nordarmee eine kriegsentscheidende Niederlage erlitt, ein Denkmal gesetzt. Geschaffen wurde es von dem Berliner Bildhauer Fritz Schaper. August Karl von Goeben war von 1870 bis 1880 kommandierender General des VIII. Armee-Korps, dessen Generalkommando seinen Sitz in Koblenz hatte. Bei der Enthüllung des Denkmals waren auch der deutsche Kaiser Wilhelm I. und seine Frau Augusta anwesend. Der Paradeplatz erhielt am 13. August 1890 den Namen Goebenplatz.
Nach Ende des Zweiten Weltkriegs wurde der Goebenplatz „entmilitarisiert“. Dazu wurde das Goeben-Denkmal abgebaut. Der Platz erhielt am 29. Januar 1948, dem hundertsten Geburtstag des in Koblenz geborenen Publizisten Joseph Görres, den Namen „Josef-Görres-Platz“. Später übernahm die Bundeswehr das Standbild und die erhaltenen Inschrifttafeln als Dauerleihgabe. Am 10. Dezember 1960 wurde die Statue von der Pioniergerätekompanie 308 auf einem aus behauenen Feldsteinen aufgemauerten Sockel auf dem Gelände der Gneisenau-Kaserne im Stadtteil Horchheimer Höhe aufgestellt. Davon zeugt auch eine Inschrifttafel an der Rückseite des Sockels. Die Inschrifttafeln aus dem alten Sockel wurden im Halbkreis hinter dem Denkmal platziert. Die geplante Schließung der Gneisenau-Kaserne (weiterhin in Nutzung) erforderte im Jahre 2006 einen weiteren Standortwechsel. Auf dem Gelände der Falckenstein-Kaserne im Stadtteil Lützel fanden der bronzene General und andere Traditionssteine neben dem „NATO-Saal“ einen neuen Standort. 
Auf dem Josef-Görres-Platz an der Stelle des ehemaligen Goeben-Denkmals steht seit 2000 die Historiensäule.

## Bau
Das Goeben-Denkmal stellt den preußischen General August Karl von Goeben als überlebensgroße Statue in Waffenrock und Mantel dar. Das Standbild aus Bronze zeigt den Heerführer mit einer Karte des Schlachtfelds bei Saint-Quentin in Frankreich. Der ursprüngliche Sockel aus rotem Granit war mit seitlichen Voluten versehen und stand innerhalb eines runden, von einem schmiedeeisernen Gitter umgebenen Beetes. Auf dem heutigen, bei der Wiederaufstellung nach dem Krieg geschaffenen (und bei der letzten Umsetzung wiederverwendeten) aus Bruchsteinen gemauerten Sockel in der Falckenstein-Kaserne ist eine Bronzetafel mit Goebens Wappen angebracht. Die heute neben dem Denkmal aufgestellten Inschrifttafeln stammen noch vom ursprünglichen Sockel.

## Denkmalschutz
Die Bronzeskulptur des Goeben-Denkmals ist ein geschütztes Kulturdenkmal nach dem Denkmalschutzgesetz (DSchG) und in der Denkmalliste des Landes Rheinland-Pfalz eingetragen. Sie steht in Koblenz-Lützel auf dem Gelände der Falckenstein-Kaserne in der Von-Kuhl-Straße 50.
Seit 2002 ist die Bronzeskulptur des Goeben-Denkmals Teil des UNESCO-Welterbes Oberes Mittelrheintal.